# Gå loss
Gå loss är en svensk dokumentärfilm från 2004 om bandet Advance Patrol efter att en av medlemmarna begått självmord. Den är regisserad av Magnus Gertten och Erik Bäfving och är inspelad i Lindängen i Malmö.